# Damiano Giannini
Damiano Giannini (né le 27 février 1976 à Novafeltria,) est un coureur cycliste italien, actif dans les années 1990 et 2000.

## Biographie
En 2000, Damiano Giannini montre ses qualités de grimpeur en terminant deuxième du réputé Tour de la Vallée d'Aoste, derrière Yaroslav Popovych. Il s'impose également à deux reprises chez les amateurs. L'année suivante, il remporte la Freccia dei Vini et finit notamment neuvième du Baby Giro. Il passe ensuite professionnel en 2002 au sein de l'équipe Alexia Alluminio, après y avoir été stagiaire. Cette expérience ne dure cependant qu'une saison. 

## Palmarès
- 1994
  - Trofeo Tosco-Umbro
- 1997
  - 3e de Bassano-Monte Grappa
- 1999
  - 2e étape du Baby Giro
  - 3e de la Coppa 29 Martiri di Figline di Prato
- 2000
  - Grand Prix de la ville de Montegranaro
  - Casalincontrada-Block Haus
  - 2e du Tour de la Vallée d'Aoste
- 2001
  - Freccia dei Vini
  - 2e de Cirié-Pian della Mussa